# Función multiplicativa
En la teoría de los números, conocida también como aritmética, una función aritmética, denotada  f(m), (esto es, aquella definida para m entero) se denomina multiplicativa si f(1) = 1 y además cumple que f(m·n) = f(m)·f(n) cuando m y n son números enteros coprimos (no tienen factores comunes). En una función multiplicativa la imagen del producto es igual al producto de las imágenes. De esta manera, una función multiplicativa resulta determinada siempre que se conozca el valor que asume para las potencias de los números primos.
La función {\displaystyle \phi } de Euler se llama función multiplicativa, puesto que {\displaystyle (c,d)=1\Rightarrow \phi (cd)=\phi (c)\cdot \phi (d)}. Existen varias funciones en la teoría de los números que poseen esta propiedad.
Entre las funciones multiplicativas están las funciones completamente multiplicativas que son las que también cumplen que f(m·n) = f(m)·f(n) cuando m y n no son coprimos entre sí.
Utilizando las funciones multiplicativas como coeficientes de desarrollo de series de Dirichlet se obtienen funciones complejas, cuyo estudio aporta información relevante acerca de la distribución de los números primos. Un ejemplo de ello son las relaciones de las funciones aritméticas más clásicas con la función zeta de Riemann.

## Ejemplos
Algunos ejemplos de funciones multiplicativas que son relevantes en la teoría de números son: 
- φ(n): la función φ de Euler, que cuenta los enteros positivos coprimos con n.
- μ(n): la función de Möbius, relacionada con el número de factores primos de los números no divisibles por un cuadrado perfecto.
- d(n): el número de divisores positivos de n.
- σ(n): la suma de todos los divisores positivos de n.
- La función que calcula suma de todas las potencias de orden k de los divisores positivos de n (la función σ es el caso con k=1 y la función d el caso con k=0).
- Si representamos por r2(n) a la función suma de cuadrados, que cuenta la cantidad de distintas parejas de enteros (a,b) tales que n=a²+b², entonces la función r2(n)/4 es una función multiplicativa.
- Es multiplicativa la función que se obtiene como producto de Dirichlet de dos funciones multiplicativas.
- La norma de un complejo. N(z×u) = N(z)×N(u) donde z y u son números complejos, N(Z) = z×z*, siendo z* el conjugado de z.

## Proposiciones
Primera
si {\displaystyle f(n)}es una función multiplicativa  y 

{\displaystyle F(n)=\sum _{d|n}f(d),}

 entonces {\displaystyle F(n)} es una función multiplicativa.
Segunda

{\displaystyle \sum _{d|n}\phi (d)=n}

, donde  {\displaystyle \phi (k)} es la función  {\displaystyle \phi } de Euler.